# Газотурбинные автомобили Chrysler
Газотурбинные автомобили Chrysler (англ. Chrysler turbine car) — экспериментальные легковые автомобили с газотурбинными двигателями (ГТД) Джорджа Хюбнера, разработанные в 1953—1979 годах компанией «Крайслер». За время действия программы компания испытала семь поколений ГТД и построила 77 автомобилей-прототипов, включая опытную серию из пятидесяти автомобилей в оригинальных кузовах фирмы «Гиа». Модель не имела собственного имени и стала известна как просто «газотурбинный автомобиль» (англ. turbine car). В 1963—1966 годах серийные автомобили успешно прошли длительные испытания на дорогах общего пользования. Завершение испытаний совпало с финансовым кризисом в «Крайслере» и подготовкой к введению первых американских стандартов токсичности выхлопных газов и расхода топлива, поэтому компания отказалась от запуска газотурбинного автомобиля в массовое производство. Девять машин в кузовах «Гиа» сохранились в музеях и частных коллекциях, остальные были уничтожены в 1967 году. Хюбнер продолжил работу над усовершенствованием ГТД, но ни одна из его последующих разработок не дошла даже до мелкосерийного производства.

## Выбор стратегии
Компания «Крайслер» начала работы над газовыми турбинами ещё в конце 1930-х годов. В 1945 году компания получила военный заказ на экспериментальный турбовинтовой авиамотор и поручила турбинный проект Джорджу Хюбнеру (1910—1996) — конструктору 2500-сильного поршневого авиамотора «Крайслер» IV-2220. Ни поршневой, ни турбовинтовой моторы Хюбнера не пошли в серию, но компания сумела сохранить свои позиции в послевоенном ВПК и в 1952 году выпустила первую американскую баллистическую ракету. Хюбнер, занявший в 1946 году пост главного инженера «Крайслера», участвовал в ракетном проекте, однако главной своей целью считал разработку газотурбинных двигателей для гражданских автомобилей.
|  |

Принцип устройства турбовинтовой установки

Главными преимуществами ГТД перед поршневыми двигателями в те годы считались ме́ньшие размеры и простота устройства. В простейшем турбореактивном двигателе рабочие колёса компрессора и турбины закреплены на единственном вращающемся валу. Компрессор нагнетает воздух в камеру сгорания, в которую непрерывно подаётся топливо. Струя горячих газов высокого давления создаёт реактивную тягу и вращает турбину, которая и приводит в действие компрессор. В турбовинтовом двигателе вал турбины и компрессора жёстко связан c воздушным винтом. Бо́льшая часть развиваемой двигателем мощности передаётся через редуктор воздушному винту, ме́ньшая — реактивной струе. В турбовальном двигателе, наиболее подходящем для наземной техники, вся полезная мощность снимается с выходного вала. Такому двигателю не нужны кривошипно-шатунный механизм, распределительный вал, клапаны, сложные системы зажигания, смазки и система охлаждения. Реально эксплуатировавшиеся ГТД «Крайслер» имели в пять раз меньше деталей и весили вдвое меньше, чем сопоставимые карбюраторные двигатели. Конструкторы ожидали, что новый двигатель будет более комфортным и экологически чистым. ГТД могли работать на любом жидком топливе, но в Америке 1950-х и 1960-х годов это преимущество не было востребовано.
Авиационные двигатели плохо подходили для установки в автомобиль, прежде всего из-за высокой стоимости. Коэффициент полезного действия турбовальных установок был низок, а его приемлемые значения достигались лишь в узком диапазоне оборотов и выходной мощности; в режиме холостого хода мгновенный расход топлива ГТД многократно превышал показатели поршневых моторов сопоставимой мощности. ГТД потребляли воздух и производили горячие выхлопные газы в объёмах, с которыми автопром никогда не работал. Проанализировав набор возникших проблем, Хюбнер предложил решать их «сверху вниз», начиная с самых сложных. Металловед Амедей Рой приступил к поиску недорогих высокотемпературных сплавов, а ведущие инженеры-мотористы Сэм Уильямс и Бад Манн — к разработке теплообменника — устройства, охлаждающего выхлопные газы и возвращающего их энергию в двигатель.
Оценив свойства различных теплообменников, инженеры «Крайслера» приняли стратегическое решение использовать роторный теплообменник — наиболее сложную из известных тогда конструкций. Ротор этого теплообменника представлял собой медленно вращающийся диск диаметром до 60 см, свитый из нержавеющей стальной ленты толщиной 0,1 мм. Поток выхлопных газов низкого давления, нагревающий ротор, и поток воздуха высокого давления, нагреваемый ротором, должны были проходить через полости в навивке, но не смешиваться. По расчётам, роторный теплообменник должен был уменьшить расход топлива на предельной мощности на 50 %, а на холостом ходу на 70—80 %. Именно ожидаемый выигрыш в экономичности и стал причиной столь парадоксального выбора.
Все газотурбинные двигатели «Крайслер» строились по двухвальной схеме, в которой отсутствует жёсткая механическая связь между первичным валом компрессора и вторичным валом свободной турбины, передающим тяговое усилие трансмиссии. В этой конфигурации компрессор работает в относительно узком диапазоне оборотов (в двигателе «четвёртого поколения» от 18 до 44,6 тысяч об/мин), а свободная (выходная) турбина — в широком. Двигатель развивает максимальный крутящий момент при нулевых оборотах свободной турбины (при трогании с места), его практически невозможно заглушить, при переключении передач ему не нужны сцепление или гидротрансформатор. В документации «Крайслера» ГТД, созданные за тридцать лет турбинного проекта Хюбнера, делятся на семь «поколений». Собственные цифробуквенные обозначения имели только два двигателя — CR2A («третье поколение») и А-831 («четвёртое поколение»).

## Прототипы

Принцип действия ГТД «четвёртого поколения» с двумя роторными теплообменниками. Именно эта конфигурация с приводом теплообменников и вспомогательных механизмов от вала компрессора использовалась в опытной серии 1963—1964 годов. Температуры указаны для режима холостого хода

25 мая 1954 года Хюбнер представил публике первый в мире газотурбинный легковой автомобиль в кузове серийного «Плимут Белведер». ГТД «первого поколения» мощностью 100 л. с., установленный на этой машине, был оснащён единственным роторным теплообменником, установленным горизонтально над блоком турбин. Теплообменник и все вспомогательные механизмы приводились в действие первичным валом. Стартера опытный образец не имел: его ГТД запускался от стационарного компрессора, спрятанного подальше от глаз газетчиков. Проблема пуска ГТД ещё не была решена, но компании нужно было опередить конкурентов по «большой тройке», также работавших над газотурбинным автомобилем. Будущее показало, что опасения «Крайслера» не оправдались: ни «Форд», ни «Дженерал Моторс» не довели свои проекты даже до мелкосерийного выпуска.
В 1955 году на улицы Детройта выехал второй опытный образец, 26—30 марта 1956 года третий опытный образец совершил успешный пробег из Нью-Йорка в Лос-Анджелес (4 860 км, или 3 020 миль). Расход топлива по трассе составил около 18 л/100 км. Двигатель, установленный на этой машине, отличался от прототипа 1954 года усовершенствованными подшипниками и камерой сгорания, и имел автоматику поддержания режима работы, что впервые позволило управлять газотурбинным автомобилем с помощью обычных педалей. В декабре 1958 года группа Хюбнера представила опытный автомобиль с ГТД «второго поколения» мощностью 200 л. с. По утверждению «Крайслера», за два года инженерам удалось существенно повысить КПД основных узлов мотора и подобрать недорогие жаропрочные сплавы, пригодные для массового производства, расход топлива по шоссе уменьшился до 12—13 л/100 км. Принципиальная возможность создания газотурбинного автомобиля уже не вызывала сомнений — нужно было довести его до серийного выпуска.
В феврале 1961 года «Крайслер» продемонстрировал опытные газотурбинные автомобили на базе грузового «Додж», легкового «Плимут» и футуристический концепт-кар «Турбофлайт» (англ. TurboFlite). ГТД «третьего поколения» CR2A, установленный на этих образцах, отличался от предшественников установкой перед ротором второй турбины регулируемого соплового аппарата. Нововведение упростило управление, позволило применять торможение двигателем, уменьшило расход топлива на холостом ходу. При относительно скромной мощности в 140 л. с. крутящий момент составил 508 Н·м. По утверждению компании, время раскрутки турбины с холостого хода до максимальных оборотов сократилось с 3 с до 1—1,5 с, а расход топлива на трассе Детройт—Нью-Йорк составил 12,4 л/100км (19 миль на галлон).
27—31 декабря 1961 года опытный «Турбо Дарт» с двигателем CR2A совершил широко разрекламированный трансконтинентальный пробег длиной в 5 000 км (3 100 миль), за которым последовало выставочное турне по крупнейшим городам страны. Участвовавший в пробеге обозреватель Popular Mechanics писал, что двухтонный прототип достигал максимальной скорости в 185 км/ч и разгонялся до 96 км/ч за 8,5-8,7 с. Машина трогалась с места медленно, а затем ускорение буквально вдавливало испытателей в подушки сидений. При движении по приморскому шоссе с постоянной крейсерской скоростью 110 км/ч и 32 000 об/мин в машине было так тихо, что водитель слышал шум прибоя и скрип шарниров подвески. Данные о реальном расходе топлива компания от журналиста скрыла: официально, машина на трассе расходовала 12,4 литра на 100 км, по данным «надёжных источников» — 14 л/100 км.

## Опытная серия
В феврале 1962 года компания объявила о начале работ над двигателем «четвёртого поколения» и о подготовке к выпуску первого серийного автомобиля с ГТД. Опытная партия, по словам руководителей «Крайслера», должна была составить от 50 до 75 машин, которые должны были быть переданы в безвозмездное пользование испытателям-добровольцам из всех слоёв американского общества. В начале мая 1962 года компания представила новый автомобиль и объявила о начале программы испытаний, которая стала, по словам исследователя турбинных автомобилей Стива Лейто, «самым смелым экспериментом в истории американского бизнеса». Недостатка в добровольцах, желавших испытать, по словам Джея Лено, «машину Джетсонов в мире Флинтстонов», не было: компания в короткий срок собрала 30 тысяч заявлений.

### Дизайн и сборка
| Компоновка и основные размеры      | Компоновка и основные размеры | Компоновка и основные размеры |
| ---------------------------------- | ----------------------------- | ----------------------------- |
|                                    |                               |                               |
| Автомобиль                         | База, мм                      | Длина, мм                     |
| Серийный «Крайслер» в кузове «Гиа» | 2 794                         | 5 120                         |
| «Шевроле Шеви II» (1963)           | 2 794                         | 4 648                         |
| «Форд Фэлкон» (1963)               | 2 780                         | 4 602                         |
| «Додж Дарт» (1963)                 | 2 820                         | 4 978                         |

Приняв принципиальное решение о запуске «программы пятидесяти машин» (англ. Fifty-Car Program), руководство компании сформулировало требования к их внешнему облику: «новый автомобиль должен переносить водителя, как только он сел за руль и закрыл дверь, на десять-двадцать лет в будущее». Новый автомобиль должен был быть уникальным, узнаваемым, но не шокирующим. Задачу успешно выполнил недавно пришедший в «Крайслер» дизайнер Элвуд Энгел, автор «плоскобортного» «Линкольн Континентал» 1961 года и компактного варианта «Форд Тандербёрд», который выпускался в Великобритании под именем «Форд Англиа». Именно под руководством Энгела «Крайслер» отошёл от вычурных форм детройтского барокко, некогда введенных его предшественником Вирджилом Экснером.
В 1962 году Энгел представил публике концепт-кар «Тайфун» (англ. Typhoon) — двухместное купе с гладкими бортами, скошенной назад поясной линией и «реактивными» мотивами в оформлении световых приборов и центрального тоннеля. Четырёхместный вариант «Тайфуна», с минимальными изменениями, и пошёл в серию. Существуют сведения о том, что компания рассматривал вариант выпуска среднемоторного родстера, но серийный автомобиль, как и его прототипы 1954—1961 годов, строился по классической схеме: мотор спереди, привод на задние колёса. Его база соответствовала базам компактных, по тогдашней американской классификации, седанов и купе производства «большой тройки», однако из-за заднего свеса в 1 407 мм новый автомобиль был длиннее любого из одноклассников.
Прецизионное литьё деталей турбин Хюбнер поручил компании «Хаумет», контракт на производство кузовов получило итальянское ателье «Гиа». В первой половине 1962 года итальянцы поставила в США пять предсерийных кузовов с шильдиками Typhoon — один был окрашен в белый цвет, четыре других — в выбранный Энгелом оттенок красного, получивший рекламное имя «турбинная бронза» (англ. Turbine Bronze). Эти автомобили использовались для заводских испытаний и рекламных шоу, и не передавались испытателям-добровольцам. Затем «Крайслер» заказал у «Гиа» основную партию в пятьдесят кузовов цвета «турбинной бронзы». Каждый из них стоил около 20 000 долларов — в десять раз дороже серийного «Додж Дарт» в базовой комплектации. Себестоимость собранного автомобиля Хюбнер оценивал в 35 000 долларов, а независимые эксперты журнала Look — в полмиллиона долларов. Журналисты не ошибались: проект в целом стоил «Крайслеру» 23,8 миллиона.

Упакованные в деревянные ящики кузова, полностью отделанные внутри и снаружи, поступали на опытное сборочное производство в Гринфилде (пригород Детройта), выпускавшее один законченный автомобиль в неделю. Первый из пятидесяти серийных автомобилей был подготовлен к испытаниям в мае 1963 года, последний — в июле 1964 года. По неизвестным причинам компания отказалась от названия «Тайфун»: все серийные автомобили несли лишь шильдики Chrysler Turbine Car («турбинный автомобиль Крайслер»), а название «Тайфун» закрепилось исключительно за двухместным концептом 1962 года. Пятьдесят серийных машин получили заводские номера с 991 201 по 991 250, а в рабочей документации «Крайслера» — c 1 по 50. Эти номера не соответствуют двузначным заводским номерам кузовов «Гиа»: машина номер 25, ныне принадлежащая музею в Детройте, была собрана в кузове номер 18 и т. п..

### Технические особенности

#### Двигатель

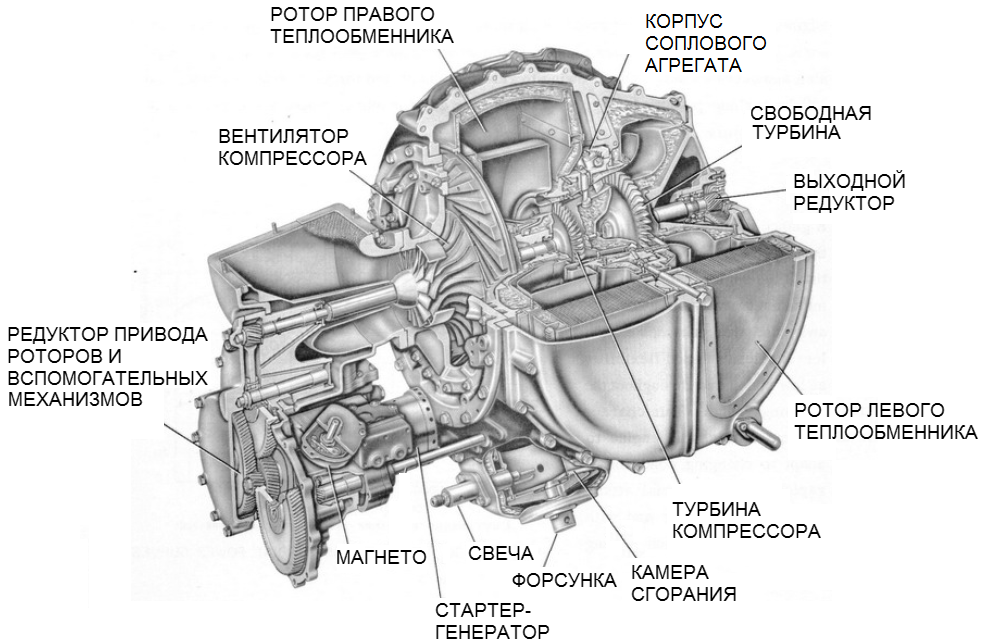
Вид слева в разрезе
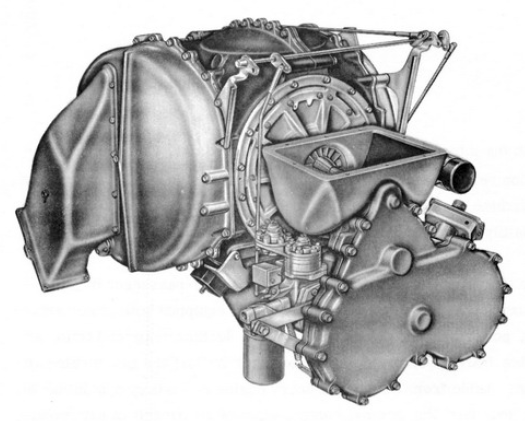
Вид спереди-справа
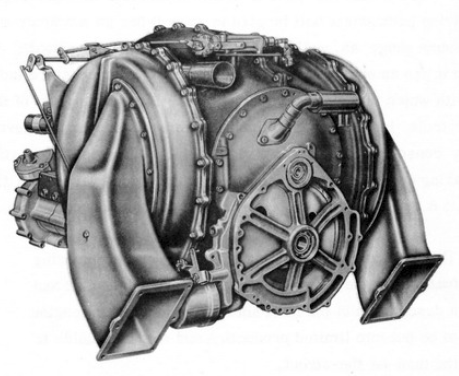
Вид сзади-слева
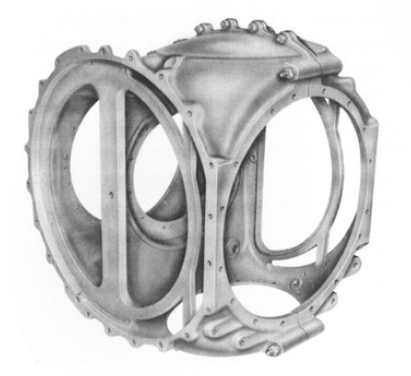
Пространственная рама. Вид справа-спереди
Тяговая характеристика

Двигатель «четвёртого поколения» A-831, подготовленный к серийному выпуску в 1962 году, имел не один, а два теплообменника диаметром 38 см, установленные по бокам от турбинного узла, при этом A-831 весил меньше, чем его предшественник (186 кг против 204 кг). Двигатель собирался на литой пространственной раме из чугуна, которая была покрыта изнутри теплоизоляционными матами и тонким экраном из жаропрочного сплава. Внутри рамы монтировался турбинный узел и понижающий редуктор. В переднее окно рамы монтировался компрессор, в боковые окна — теплообменники. Их кожухи служили опорами впускных и выпускных коллекторов. Приводы регенераторов, магнето, топливного и масляного насосов располагался вне пространственной рамы, под впускным коллектором, а камера сгорания — под турбинным узлом.
Скорость вращения компрессора на холостом ходу, в зависимости от выбранного режима автоматической коробки передач, составляла 18 000или 22 000 об/мин, максимальная — 44 600 об/мин. Скорость вращения свободной турбины могла изменяться от нуля до 45 700 оборотов в минуту, а понижающий редуктор уменьшал скорость вращения первичного вала КПП в 9,76 раз до максимум 4 680 об/мин. Максимальная мощность в 130 л. с. достигалась на относительно высоких оборотах (3 600 об/мин на выходе редуктора), максимальный крутящий момент в 576 Н·м — при нулевых оборотах на вторичном валу.
Режим работы двигателя управлялся как плавно, автоматом подачи топлива и углом установки лопаток соплового аппарата, так и ступенчато — отсечкой подачи топлива. Когда водитель убирал ногу с педали газа, автоматика отключала подачу топлива, но двигатель продолжал работать: некоторое время вращение поддерживала остаточная тепловая энергия, накопленная роторами теплообменников. При последующем нажатии на педаль газа подача топлива восстанавливалась. В отличие от авиационных турбомоторов свеча, поджигавшая топливо, была подключена к магнето постоянно, поэтому горение возобновлялось почти без задержки. Смазка машинным маслом, привычная в поршевых двигателях, в ГТД могла применяться только в относительно слабо нагруженных узлах (редукторы, привод регенератора). В подшипниках турбинных валов, работавших при высоких оборотах и высоких температурах, конструкторы применили газовые подшипники. Воздух в зазоры подшипников, толщиной в несколько микрон нагнетался самими турбинами.
Производитель утверждал, что топливом турбинного автомобиля может служить «всё, что течёт и горит», в рекламных шоу машины работали на арахисовом масле, текиле и духах «Шанель». Инструкция к серийным машинам рекомендовала к использованию только дизельное топливо, осветительный и авиационный керосин и неэтилированный бензин с любым октановым числом. Этилированный бензин (основное моторное топливо 1960-х годов) допускался лишь при крайней необходимости из-за вероятности повреждения турбин и склонности к образованию паровых пробок в топливной магистрали. Лучшим же выбором, по мнению инженеров «Крайслера», был обычный керосин. При работе на «чистом топливе» (керосин, низкооктановый неэтилированный бензин) ГТД «четвёртого поколения», как и его предшественники, имел приемлемые для своего времени показатели выброса СО и CH, при аномально высоком уровне оксидов азота. Этот недостаток, свойственный именно газотурбинным двигателям, инженеры «Крайслера» не смогли исправить и в 1970-е годы.

#### Впускная и выпускная системы
ГТД, потреблявший до 1 кг (0,8 м3) воздуха в секунду, не нуждался в охлаждающей системе, зато воздушные фильтры, впускные и выпускные коллекторы газотурбинных автомобилей должны были быть намного больше, чем эти же узлы обычных автомобилей.
Выпускная система была предельно проста: к каждому из двух боковых кожухов рекуператоров крепились литые алюминиевые коллекторы, направлявшие выхлоп в широкие, плоские выпускные патрубки. Каждый из двух патрубков был подвешен к раме в трёх точках и защищён от ударов снизу алюминиевым профилем. Над задней осью патрубки изгибались, повторяя изгиб рамы. Задние срезы патрубков, скрытые под свесом багажника, были отформованы так, чтобы замедлить скорость выхлопных газов и направить их к земле. Декоративные «сопла» кузова никакой связи с выпускной системой не имели. Легенда о том, что горячий выхлоп ГТД мог поджечь траву и расплавить асфальт, не имеет под собой оснований: в наиболее напряжённом режиме температура газов в выпускном коллекторе не превышала +260° С (500 °F) (сухая трава может воспламениться при +180 °C).

Если в выпускной системе глушитель был не нужен, то глушение шума воздуха, всасываемого в фильтр и компрессор, представляло сложную техническую проблему. «Глушителями» (англ. silencer) разработчики «Крайслера» называли различные конфигурации впускных коллекторов и фильтров — основных источников шума ранних ГТД. Решение было найдено и испытано на прототипе Turbo Fury в 1962 году: вместо одного, следовало использовать два воздушных фильтра, а их впускные окна направить друг на друга — при этом уровень шума существенно снижался. Сами же фильтры были непропорционально большими: на машинах опытной серии блок фильтров, установленный над блоком редукторов, занимал почти половину подкапотного пространства.

#### Ходовая часть
|  |

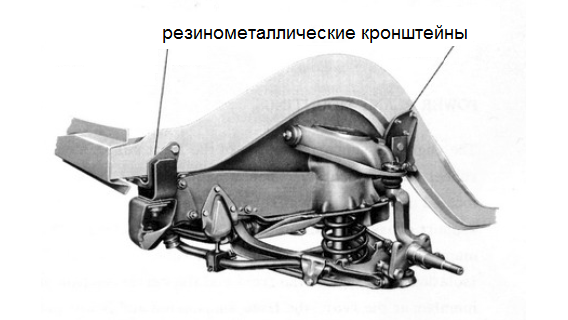
Передняя подвеска

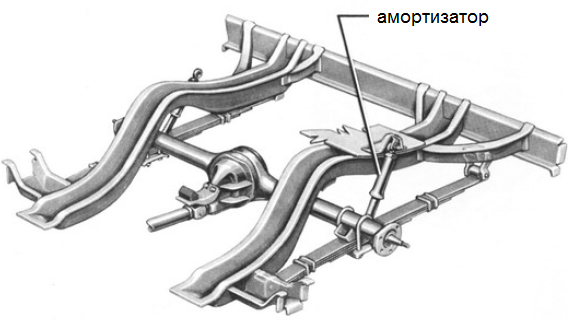
Задняя подвеска

Рамное шасси газотурбинного автомобиля, построенного по классической заднеприводной схеме, в целом повторяло конструкции своих современников. Существенным отличием была сборка двигателя, автоматической коробки передач (АКПП) и передней подвески на общем подрамнике, который крепился к раме снизу на четырёх болтах. Кроме того, АКПП крепилась одной точкой к центральному тоннелю. Уникальной особенностью опытной серии была единая гидравлическая система, приводившая в действие коробку передач, системы смазки двигателя и АКПП и гидроусилитель руля (но не тормоза). Давление масла в ней поддерживала единственная помпа, приводимая в действие валом компрессора, а маслосборником служил поддон АКПП.
Трёхскоростная АКПП была построена на базе серийной коробки «Торкфлайт». Конструкторы исключили гидротрансформатор, ненужный в автомобиле с двухвальным ГТД, и изменили настройки автоматики управления КПП. Именно она отвечала за удержание оборотов турбин в безопасной зоне и, по утверждению компании, делала это в любых дорожных условиях. При вывешенных задних колёсах, или при отрыве одного колеса от земли турбина могла разгоняться сверх предельной скорости.
Подвеска передних колёс — независимая пружинная с , задняя — зависимая рессорная с телескопическими амортизаторами. Штатные колёса комплектовались высокопрофильными шинами с посадочным диаметром 14 дюймов. Тормоза всех четырёх колёс — барабанные, диаметром 25 см, с автоматической регулировкой зазоров между барабанами и колодками. Опыт эксплуатации показал, что эти тормоза были недостаточно мощными для почти двухтонной машины. Рабочая тормозная система — гидравлическая. Вместо вакуумного усилителя тормозов был применён пневматический усилитель с электрическим компрессором. Стояночный тормоз — обычный тросовой с приводом на задние колёса.

#### Электрооборудование
Вместо раздельных стартера и генератора в газотурбинном автомобиле был применён единый массивный стартер-генератор, связанный редуктором с валом компрессора. При пуске ГТД стартер-генератор раскручивал компрессор, при достижении оборотов холостого хода реле переключало систему в режим генерации тока. Свеча зажигания питалась от магнето, вырабатывавшего от 80 до 200 импульсов в минуту. Для пуска двигателя использовалась не одна, как в обычных автомобилях, а две стандартные двенадцативольтовые батареи, расположенные в багажнике справа. На стартер подавалось напряжение 24 В, всё прочее оборудование питалось от стандартных 12 В.

#### Кузов и интерьер

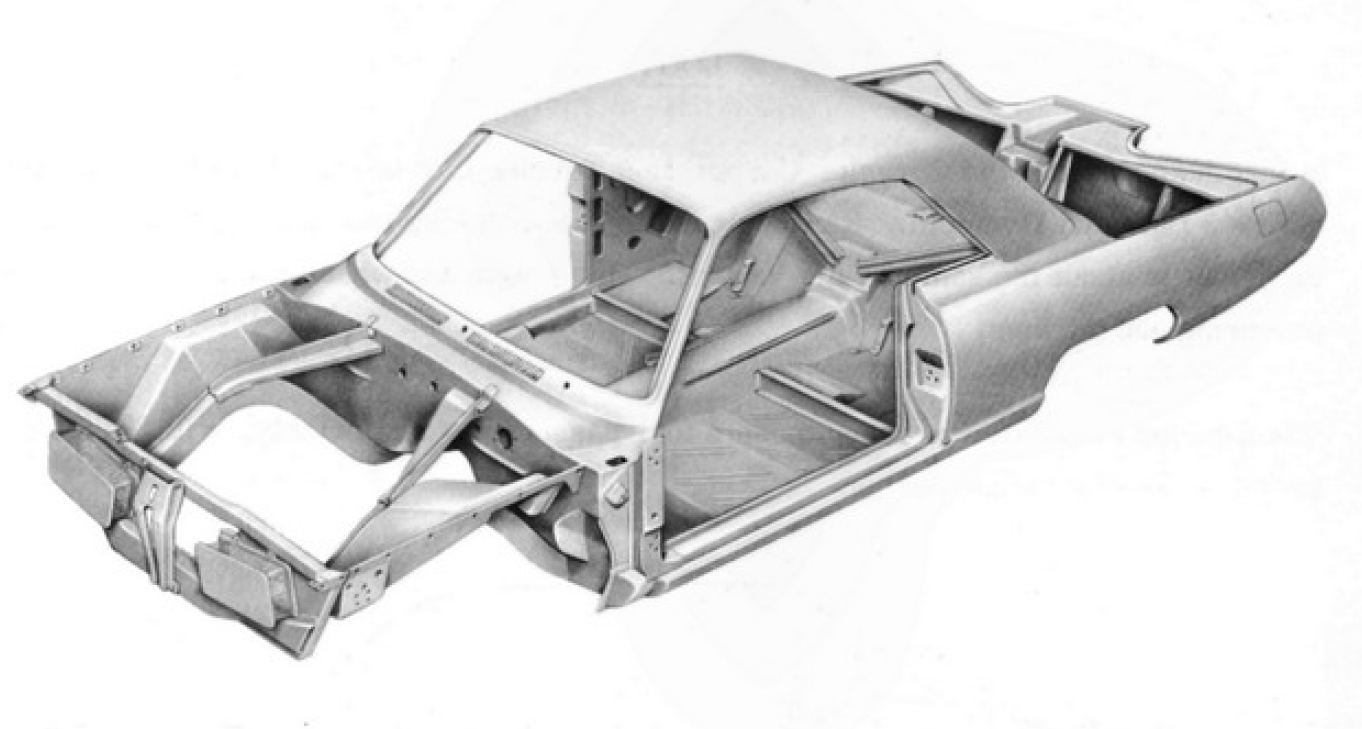
Устройство кузова
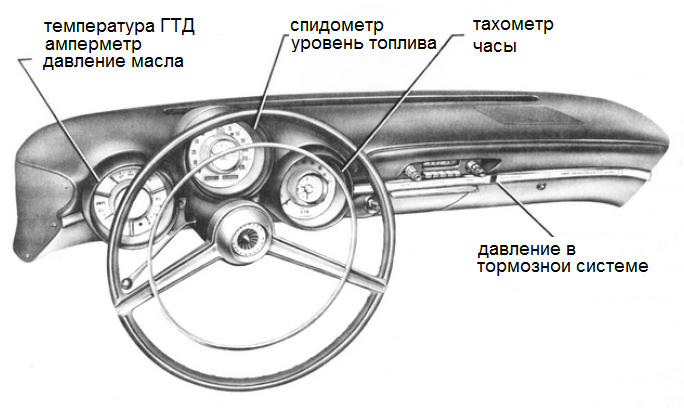
Приборная панель
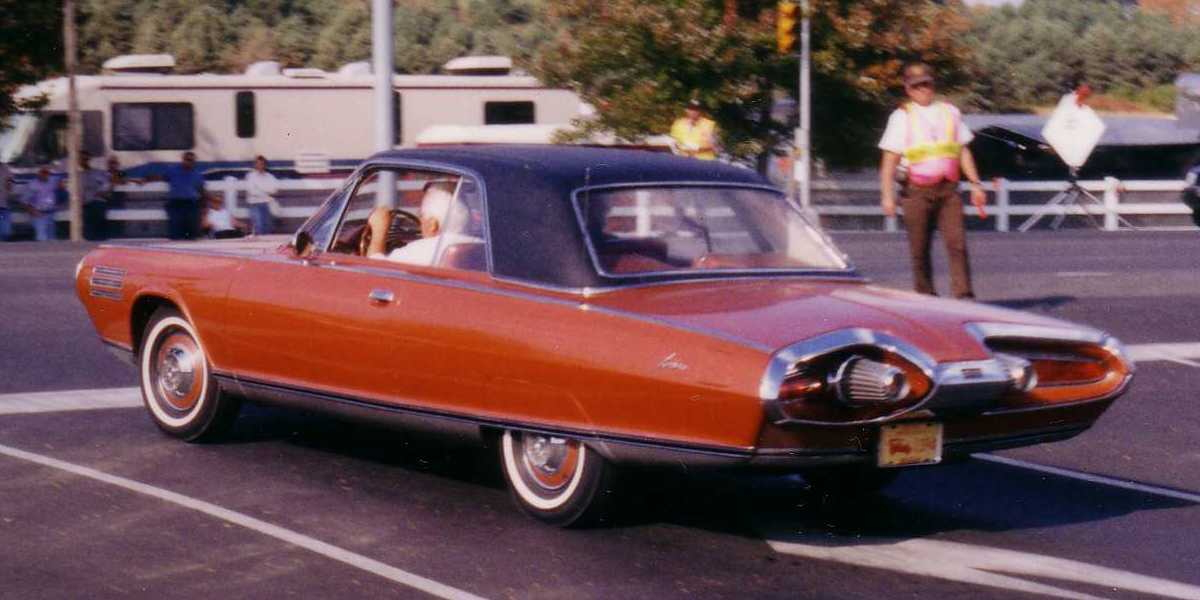
Вид слева-сзади
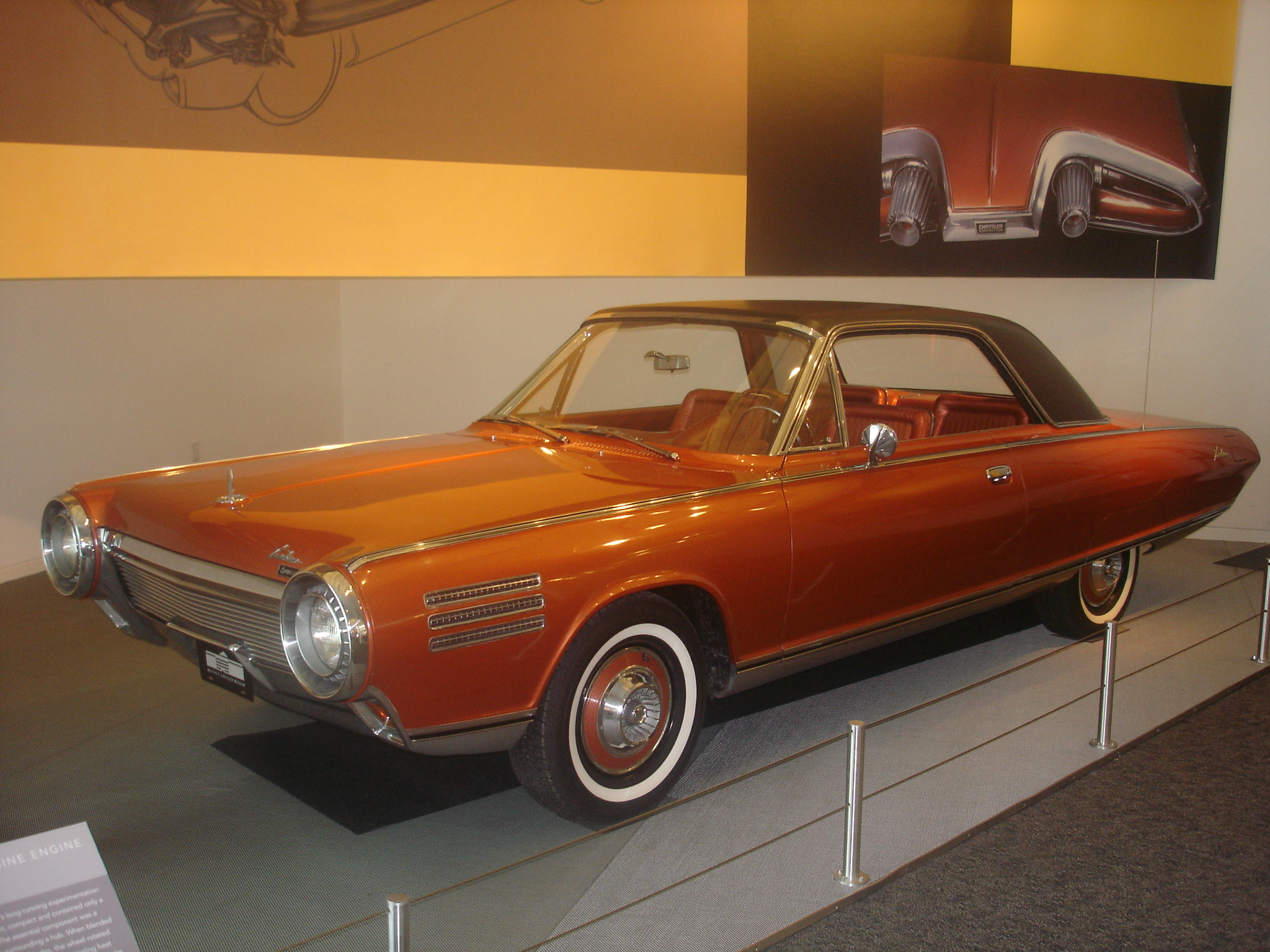
Вид слева-спереди

Все серийные автомобили поставлялись в одинаковой, богатой для своего класса комплектации: кожаный салон с эргономичными ковшовыми сидениями, радиоприёмник, подсветка порогов. Кондиционера не было. Для упрощения обслуживания все серийные автомобили комплектовались одинаковыми замками и ключами. Открыть капот и багажник можно было только изнутри салона, тогда как у большинства американских автомобилей той эпохи капот вообще не запирался.
Инженеры «Крайслер» восхищались качеством итальянских кузовов, но это качество было достигнуто ценой утяжеления компактного автомобиля до 1 770 кг, что ухудшило его динамические характеристики. Особенно тяжелы, в сравнении с массовыми автомобилями, были двери, а основная причина этого была в использовании итальянцами свинца для выравнивания неровностей. Каждый из изготовленных вручную кузовов был уникальным, кузовные панели одной машины было практически невозможно использовать на другой из-за несовпадения размеров и зазоров. «Гиа» поставила в Америку набор запасных панелей на случай ремонта, а когда такой случай наступил, то оказалось, что запасная крышка багажника была на целых полдюйма короче посадочного места машины, попавшей в ДТП. Жестянщикам пришлось восстановить разбитую панель. Сделать это было непросто, так как крышки капота и багажника были отштампованы не из стали, а из алюминия, и крепились к стальным каркасам на клею. Клей использовался и для крепления зеркала заднего вида к лобовому стеклу, впервые в Америке. В реальной эксплуатации алюминиевые панели оказались слишком непрочными: многие из них были повреждены водителями, не ожидавшими, что кузовной металл может быть столь податлив.

### Организация испытаний
Консультанты «Крайслер» отобрали из тридцати тысяч заявок несколько сотен кандидатов. Каждый испытатель должен был иметь водительское удостоверение и собственный автомобиль, а корпус испытателей в целом должен был равномерно представлять 128 крупнейших городских округов континентальных штатов. Парк собственных автомобилей испытателей должен был представлять срез всего автопарка США. Каждый испытатель получал автомобиль в собственное распоряжение на три месяца, под обязательство использовать его в нормальных дорожных условиях, не вывозить его за границу и не пытаться самостоятельно ремонтировать его. Топливо испытатели приобретали за свой счёт, а все расходы на доставку, техобслуживание, ремонт и страхование машин компания взяла на себя. Всего в программе приняло участие 180 мужчин и 23 женщины из сорока восьми штатов и округа Колумбия. Самому молодому, студенту из Филадельфии, исполнился 21 год, двоим самым старым исполнилось 70 лет. Среди испытателей были рабочие, домохозяйки, предприниматели, священник и отставной адмирал. Первый испытатель получил автомобиль 29 октября 1963 года, а последний сдал свою машину компании 28 января 1966 года.

Суммарный пробег пятидесяти автомобилей за двадцать семь месяцев составил 1 788 512 км, средний трёхмесячный пробег под управлением одного испытателя — 8 110 км, максимальный — 22 605 км. Автомобили использовались неравномерно: шесть из них отъездили по шесть трёхмесячных циклов каждый, четыре машины — всего по одному циклу. Техническое обслуживание возглавил выходец из General Electric Билл Керри. В каждом из шести региональных учебных центров «Крайслер» появились механики-инструкторы по ремонту турбинных автомобилей, обязанные немедленно выезжать на вызовы клиентов. Вскрывать двигатели механики не могли: при подозрении на неисправность ГТД сервис-центр просто менял двигатель на новый, а старый отправляли в лабораторию в Детройте. Большинство вызовов было связано лишь с тем, что в машинах заканчивалось топливо. Часто отказывали электрооборудование и тормоза, к счастью, без серьёзных последствий. Были и случаи катастрофического разрушения турбин. Во всех случаях причиной отказа стала непрочная сварка ротора и вала турбины: сварка трением, применённая в ГТД «четвёртого поколения», не могла обеспечить должной прочности шва. Ещё одна машина попала в ДТП и была оперативно восстановлена.

### Рекламная кампания

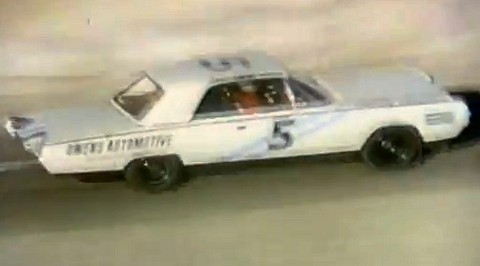
Единственный белый автомобиль в кузове «Гиа» — центральный персонаж полнометражного фильма The Lively Set. За рулём заводской инженер-испытатель Джордж Стекер

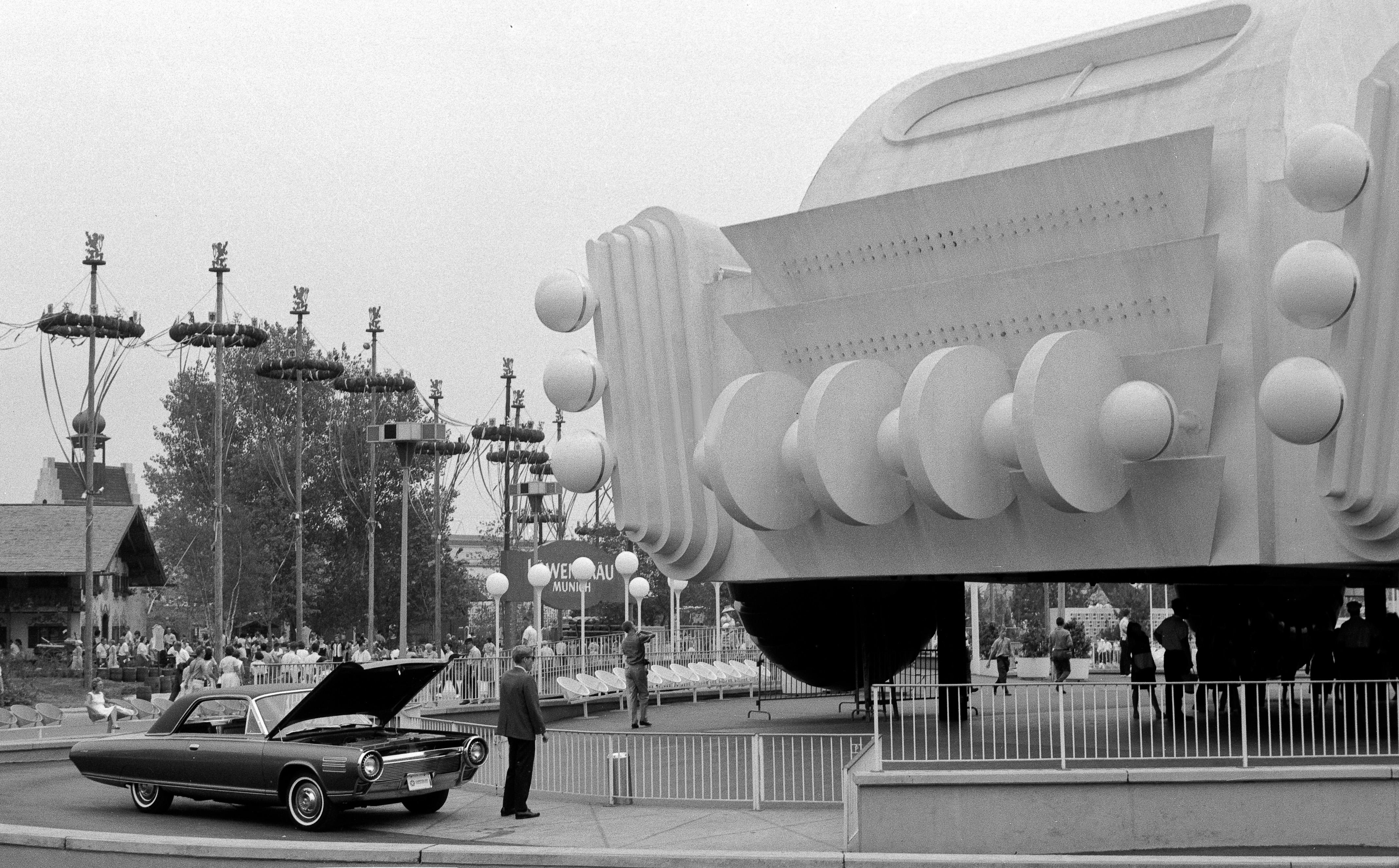
У павильона «Крайслер» на всемирной выставке в Нью-Йорке, июль 1964 года

Хюбнер, по мнению исследователя турбинного проекта Стива Лейто, был «инженером-экстравертом … если такое сочетание вообще возможно» (англ. an extroverted engineer, if there' such a thing...), желавшим и способным превратить каждый день турбинного проекта в рекламное шоу. В течение десяти лет, совпавших с ранними этапами космической гонки, его лаборатория поддерживала в обществе ожидание технологического прорыва. Выход на дороги целой серии турбинных автомобилей, сам по себе ставший «эталоном пиар-акции» (англ. the ultimate public relations event) сопровождался длительной, разноплановой рекламной кампанией.
На нижнем уровне этой кампании находилась медийная поддержка собственно испытаний. Перед тем, как автомобиль отправлялся к очередному испытателю, рекламные агенты «Крайслер» организовывали освещение предстоящего теста в местных СМИ. Каждая передача ключей испытателю становилась новостью местного масштаба, а в течение трёхмесячного испытания интерес подогревался дорожными репортажами. Для «Крайслер» было важным донести до обывателя идею о том, что «революция в автомобилестроении» происходит сейчас и здесь, в родном городе.
В августе 1963 года один из предсерийных автомобилей отправился в мировое турне на специально оборудованном самолёте «Пан Ам». Красная машина в кузове «Гиа» посетила Парижский автосалон и была представлена главам Франции, Мексики, Панамы, принцу Швеции, Ага-хану IV и прочим влиятельным персонам. Основной целью этой акции была поддержка существующего бизнеса «Крайслер» за пределами США.
В 1964 году серийный турбинный автомобиль торжественно открыл гоночный сезон NASCAR. В том же году «Крайслер» спонсировала производство полнометражного художественного фильма об автогонках на газотурбинных автомобилях. Фильм с участием Памелы Тиффин и Джеймса Даррена, вышедший на экраны 24 октября 1964 года под названием The Lively Set, не имел коммерческого успеха, но был выдвинут на «Оскар» за лучший монтаж звука, и проиграл «Голдфингеру». В фильме были показаны газотурбинные драгстеры, рекордные автомобили, процесс сборки шасси с ГТД «четвёртого поколения», а в финальной гонке снимался единственный в своём роде белый автомобиль в кузове «Гиа», управляемый заводским инженером-испытателем. Неестественные, по мнению Лейто, гоночные сцены — следствие применения замедленной киносъёмки.
В 1964—1965 годах компания выставила серийные, уже проверенные на дорогах машины на Всемирной выставке 1964 года в Нью-Йорке. Пока конкуренты из «Дженерал Моторс» демонстрировали публике неподвижные концепт-кары, «Крайслер» привлекал клиентов катанием на реальном турбинном автомобиле. Машины, оборудованные дополнительными вентиляторами охлаждения, и управляемые нью-йоркскими студентами, работали в режиме непрерывного аттракциона по тринадцать часов в сутки. По данным компании, за время работы выставки в них прокатились 350 000 человек.

Реакция прессы на турбинный автомобиль была неоднозначной. Обозреватели новостных и научно-популярных СМИ оценили новинку восторженно, а автомобильная пресса буквально возненавидела её. Знатоки, привыкшие иметь дело с мощными американскими машинами и тонко настроенными импортными спорткарами, были разочарованы посредственными динамическими характеристиками ГТД. Отчасти в этом была повинна и сама компания, не позволявшая журналистам выжимать из машин всё, на что они были способны. Пытаясь исправить ситуацию, Хюбнер лично продемонстрировал прессе технику быстрого старта на высоких оборотах компрессора, но эксперты остались при своём мнении.

### Итоги эксперимента
12 апреля 1966 компания обнародовала итоги дорожных испытаний. По утверждению руководства «Крайслер», подавляющее большинство испытателей оценило новую машину положительно, а эксперимент в целом был несомненно успешным. Внимательные наблюдатели отметили, что на пресс-конференции Хюбнер держался непривычно сдержанно — то ли потому, что действительное положение дел было не столь блестящим, то ли потому, что он понимал, что компания не готова и не способна начинать массовое производство ГТД.
По мнению «Крайслер», испытатели в целом положительно оценили в машине:
- Плавность хода, низкий уровень вибраций двигателя. Испытатели единодушно утверждали, что автомобиль с ГТД был комфортнее обычных автомобилей, а следствием этого была меньшая утомляемость водителей в дальних поездках[110];
- Надёжный запуск двигателя в любых климатических условиях[110];
- Меньшие, чем у современных ему карбюраторных двигателей, требования к периодичности и объёму техобслуживания. ГТД не требовал регулярной замены масла, сезонной настройки карбюратора и угла опережения зажигания[110].
- Быстрое, почти без задержки, включение отопителя салона[110];
- Устойчивость работы ГТД: при неаккуратных действиях водителя газотурбинные двигатели, в отличие от поршневых, не глохли[111];
- Эксперимент подтвердил ожидания конструкторов, рассчитывавших, что мощность и крутящий момент ГТД будут оставаться неизменными в течение всего срока службы. Снижение мощности из-за отложений нагара в турбинном узле было обратимым, а для очистки турбин было достаточно впрыснуть в камеру сгорания «секретный порошок» — карбонат аммония[112].

Отрицательные оценки испытателей получили:
- Расход топлива в городских условиях. В интервью с представителями компании испытатели называли его «ужасным» (англ. horrible). Компания не оглашала точные цифры и запретила испытателям обсуждать их с кем бы то ни было[113]. Она лишь признала проблему, списав её на нетиповые условия эксплуатации опытных автомобилей[111];
- Задержка при трогании с места (раскрутка турбины до максимальных оборотов занимала примерно две секунды)[110][114];
- Запрет на использование этилированного бензина — в те годы основного, а во многих местностях единственного моторного топлива[115];
- Характерный свист турбины, проникавший в салон. Уровень шумов в салоне, особенно на высоких скоростях, был намного ниже, чем у обычных автомобилей, однако пятая часть испытателей не смогла привыкнуть к «реактивному» свисту[116].

В отчёте 1966 года компания не упоминала о случаях катастрофического разрушения турбин, но признала «детские болезни» опытных образцов:
- Недостаточно надёжный алгоритм автоматики управления двигателем и АКПП, не учитывавший типичные ошибки водителей[117][118];
- Ошибочность решения совместить функции стартера и генератора в одном узле[117];
- Быстрый износ свечей зажигания[117].

### Отказ от массового производства
В сентябре 1966 года представители «Крайслер» сделали первое заявление о планах на будущее. Вместо ожидавшегося решения о подготовке к массовому выпуску ГТД компания предпочла сосредоточиться на доводке и испытаниях недавно законченного двигателя «пятого поколения». Вопрос о строительстве новых моторных производств был отложен на неопределённое время. Максимум, на который соглашалось руководство «Крайслер» — выпуск серии из пятисот турбинных автомобилей в новейшем кузове «Додж Чарджер» (по существу — повторение испытаний 1963—1966 годов), но и этот проект не был реализован.
Сама компания и независимые обозреватели предложили как минимум две основные причины произошедшего. Во-первых, в ожидании ужесточения федеральных стандартов токсичности выхлопных газов и расхода топлива «Крайслер» сосредоточил все усилия и финансовые ресурсы на усовершенствовании классических поршневых моторов. Во-вторых, проект не состоялся из-за финансового кризиса в компании. В действительности, по мнению Лейто, основная причина отказа заключалась в том, что компания в принципе не могла приступить к постройке нового моторного производства. Важнейшая технологическая операция в производстве ГТД, прецизионное литьё по выплавляемым моделям, требовала огромных по тем временам инвестиций в миллиард долларов. Компания, прибыль которой в лучшие годы не превышала 422 миллионов в год, таких средств не имела.

### Уничтожение
В 1967 году «Крайслер» уничтожил бо́льшую часть выпущенных турбинных автомобилей. Рабочие пробили бензобаки, сожгли машины дотла, и только потом загрузили обугленные остовы под пресс. По одной версии, компания сделала это, чтобы не платить таможенные пошлины на импортные кузова. По мнению Стива Лейто, опирающемуся на архивные документы и свидетельство Билла Керри, эту версию следует считать опровергнутой. Уничтожение всей серии планировалось с самого начала. Руководство компании опасалось дискредитации турбинного проекта и репутации компании в целом, и потому не допускало и мысли о том, чтобы выпустить из-под контроля хотя бы одну машину. По словам вице-президента «Крайслер», «мы не хотели, чтобы турбины попали в руки торговцев автохламом» (англ. «we did not want turbines turning up on used car lots»), чтобы самодельщики ставили в итальянские кузова восьмицилиндровые двигатели и так далее.
Многие из добровольцев-испытателей хотели выкупить полюбившиеся машины, но получили отказ. Компания предложила ставшие ненужными автомобили музеям, но предложение не вызвало интереса: заявки на «машину из будущего» подали всего шесть музеев. Каждый из них получил не только почти новый автомобиль, но и второй газотурбинный двигатель, но все они были разукомлектованы: «Крайслер» намеренно демонтировал с музейных образцов компрессоры, без которых запуск ГТД был в принципе не возможен. Два музейных автомобиля были успешно восстановлены, один из них в 2012 году был на ходу. Ещё три автомобиля «Крайслер» оставил у себя. Два из них выставлены в музее Уолтера Крайслера в Оберн-Хиллс, третий в 2009 году компания продала телеведущему Джею Лено. Итого из 55 автомобилей в кузовах «Гиа» сохранились девять:
| Заводской номер | Владелец                                                            | Место постоянной экспозиции                                         | Состояние                                      |
| --------------- | ------------------------------------------------------------------- | ------------------------------------------------------------------- | ---------------------------------------------- |
| 991211          | Музей транспорта в Сент-Луисе                                       | Музей транспорта в Сент-Луисе                                       | На ходу                                        |
| 991225          | Исторический музей в Детройте                                       | Гилморовский музей, Каламазу                                        | Не на ходу                                     |
| 991230          | Музей Уолтера Крайслера в Оберн-Хиллс                               | Музей Уолтера Крайслера в Оберн-Хиллс                               | На ходу                                        |
| 991231          | Франк Клепц, Терре-Хот, Индиана. Ранее — музея Уильяма Харра в Рино | Частное собрание                                                    | Был на ходу до разрушения ГТД осенью 2012 года |
| 991234          | Музей Генри Форда в Дирборне                                        | Музей Генри Форда в Дирборне                                        | Не на ходу                                     |
| 991242          | Джей Лено, Лос-Анджелес (до 2009 года в собственности «Крайслер»)   | Частное собрание                                                    | На ходу                                        |
| 991244          | Лос-Анджелесский музей естественной истории                         | Автомобильный музей Питерсена в Лос-Анджелесе                       | Не на ходу                                     |
| 991245          | Национальный музей американской истории Смитсоновского института    | Передвижная экспозиция                                              | Не на ходу                                     |
| 991247          | Музей Уолтера Крайслера в Оберн-Хиллс                               | Основная экспозиция. Установлен на высоком подиуме, трудно доступен | На ходу                                        |

Музейные автомобили нередко передаются по обмену другим музеям и выставкам. Автомобиль Детройтского музея с 2005 года «временно» выставляется в Гилморовском музее в Каламазу, так как у владельца нет средств на поддержание открытой экспозиции. Автомобиль Смитсоновского института может выставляться на одной из трёх площадок передвижной экспозиции: в Вашингтоне, Мэриленде или Мичигане.
Рабочая документация по турбинному проекту хранится в автомобильной коллекции детройтской публичной библиотеки, личный архив Хюбнера - в исторической библиотеке Мичиганского университета.

В США бытуют легенды о ещё двух или трёх сохранившихся автомобилях опытный серии. Первый из них был якобы разбит на испытательном полигоне, но избежал полного уничтожения. Ещё один или два якобы лежат на дне Атлантического океана. Вероятно, легенда восходит к катастрофе итальянского лайнера «Андреа Дориа», который затонул 25 июля 1956 года. «Андреа Дориа» вёз из Италии в Америку концепт-кар «Крайслер Норсмен», однако это был «обычный» автомобиль с поршневым, а не газотурбинным мотором.

## Угасание проекта

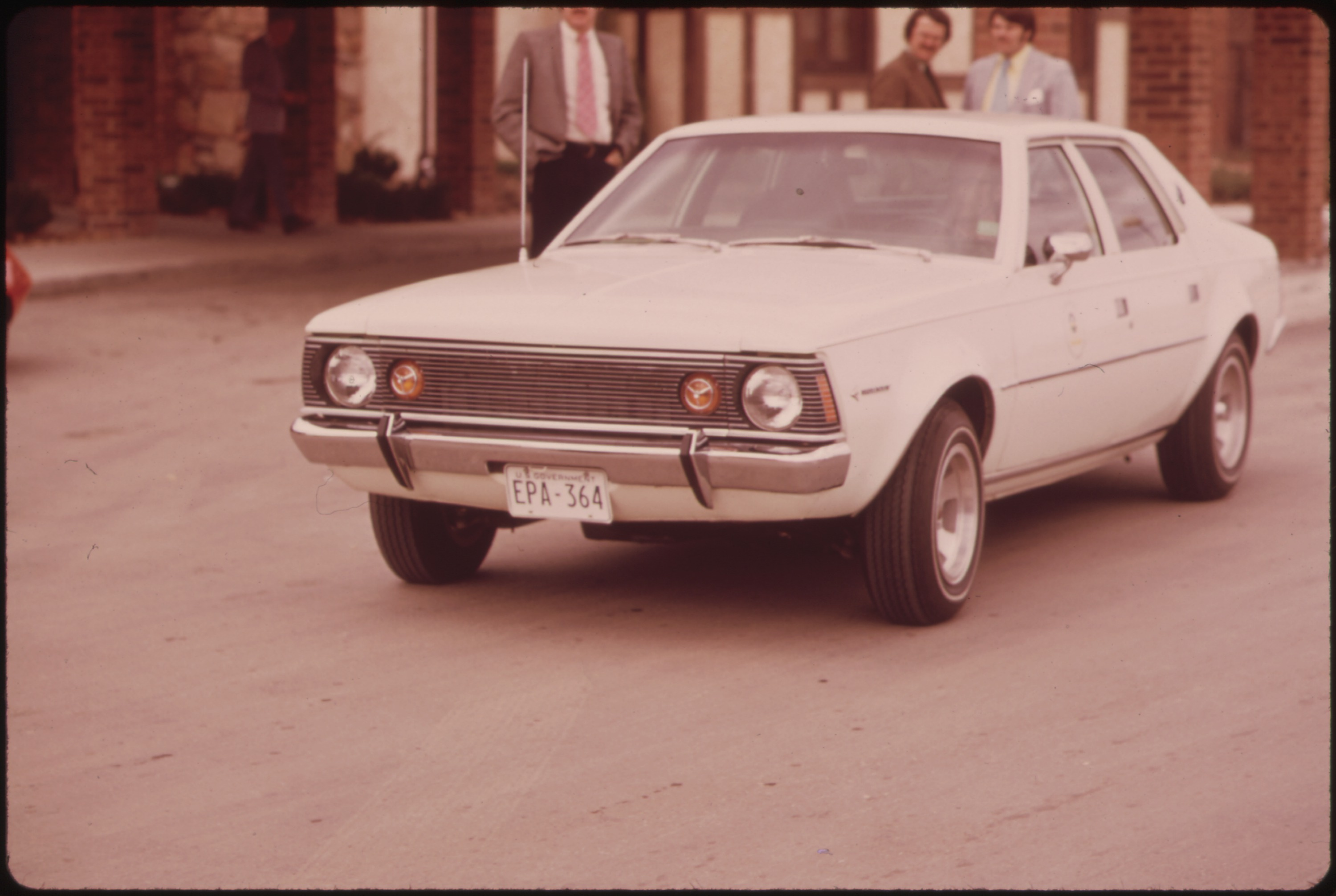
Опытный автомобиль 1973 года с ГТД «Уильямс Рисёрч» WR-26 мощностью 80 л. с. в кузове «AMC Хорнет»

ГТД «пятого поколения», который должен был устанавливаться на так и не выпущенные «Турбо Чарджеры», представлял собой эволюционное развитие своего предшественника. Конструкторы увеличили размеры и теплоёмкость роторов и увеличили рабочую температуру в камере сгорания — это улучшило экономичность, но практически не повлияло на экологические показатели. По версии, изложенной в отчёте «Крайслер» 1979 года, «исследования показали, что для достижения нормативных показателей выброса оксидов азота требуется существенная переработка камеры сгорания», и вместо выпуска «Турбо Чарджеров» группа Хюбнера сосредоточилась на создании принципиально нового двигателя.
В 1967 году Хюбнер представил ГТД «шестого поколения». Если у всех предыдущих ГТД «Крайслер» роторы и все вспомогательные механизмы приводились в действие от вала компрессора, то в новом двигателе кондиционер, генератор и гидроусилитель руля приводились в действие вторичным валом. Вал компрессора был нагружен только на привод роторов и топливного насоса. Это решение уменьшило задержку раскрутки турбины, снизило уровень шума и обеспечило надёжный пуск двигателя стандартным двенадцативольтовым стартером. Снизить выбросы оксидов азота Хюбнер так и не сумел.
Компания осторожно намекнула прессе, что рассматривает выпуск малой серии турбинных «Додж Коронет», но ограничилась постройкой единственного прототипа. По утверждению «Крайслер», новый двигатель мощностью 150 л. с. был сопоставим с современными ему карбюраторными моторами объёмом 6,2 л. Автомобильный обозреватель The New York Times, протестировавший прототип в 1973 году, согласился с этим мнением и особо отметил хорошую приёмистость, плавность хода и низкий уровень шума. Существуют сведения, что компания рассматривала вариант установки нового ГТД в престижные машины марки «Империал», но и этот проект не состоялся.
В 1967—1970 годы власти США приняли принципиальное решение о поэтапном вводе в действие жёстких экологических стандартов. За пять лет (1970—1975) производители должны были снизить выбросы вредных веществ, включая оксиды азота, в десять раз. Лоббирование за смягчение новых стандартов не имело успеха и в апреле 1971 года Хюбнер признал поражение: «Альтернативные [газотурбинные] системы не будут иметь в 1975 году никакого значения — просто потому, что даже если бы мы знали все ответы и имели готовые решения, у нас нет времени на их внедрение. Следует сосредоточиться на усовершенствовании [традиционных] двигателя внутреннего сгорания, и именно этим мы сейчас заняты».
В сентябре 1975 года Хюбнер ушёл из «Крайслер», уехал в Швецию, и в течение восьми лет проработал там на турбинном проекте «Вольво». Сэм Уильямс, некогда ведущий моторист в группе Хюбнера, основал собственную компанию «Уильямс Рисёрч». Группа бывших инженеров «Крайслер», собранная Уильямсом, сумела довести до серийного выпуска линейку малогабаритных газотурбинных двигателей. В 1973 году «Уильямс Рисёрч» представил опытный автомобиль с ГТД, в 1990-е — гибридный автомобиль с ГТД на базе электромобиля «Дженерал Моторс» EV-1. Компания не смогла решить проблему с оксидами азота и не имела успехов в автомобильном бизнесе, но закрепилась на рынке реактивных двигателей для деловой авиации: к началу 1990-х годов её оборот измерялся сотнями миллионов долларов.
В 1978 году немногие оставшиеся в «Крайслер» специалисты по ГТД представили построенный по государственному заказу двигатель «седьмого поколения» с керамическим ротором теплообменника и полностью разгруженным валом компрессора: ротор и все вспомогательные механизмы этого двигателя приводились в действие вторичным валом. Новый двигатель отвечал экологическим стандартам 1975 года, но к этому времени государство уже ввело в действие более жёсткие нормы. В 1979 году, после того как государство отказалось продолжить финансирование турбинных автомобилей, компания прекратила все работы по турбинному проекту. Коллектив конструкторов и технологов распался, наработанные за тридцать лет технологии были потеряны. Удачнее сложилась судьба газотурбинных разработок военного отделения «Крайслер»: созданный в 1970-е годы М1 «Абрамс» стал основным боевым танком армии США.